# Западна зелена мамба
Западна зелена мамба (Dendroaspis Viridis) е голяма африканска змия от семейство Аспидови (Elapidae).

## Физически характеристики
На дължина достига 2 — 2,5 m рядко 3 (3,3). Най-често цветът и е ярко тревно зелен, но се срещат маслинени, жълти и синкаво зеленикави екземпляри. Коремът е жълто зеленикав. Очите са големи, кръгли, черни. Люспите са много едри с тъмен или черен кант, който към края на опашката образува оттенък. Отровните зъби са предни, много малки. Отровата е мощен Невротоксин. Предизвиква всеобща парализа.

## Разпространение и местообитание
Среща се в цяла Западна Африка от Сенегал до Камерун. Широко разпространена в Нигерия, Гана, Того. Изолирани находища има в:Чад, ЦАР, Габон, Демократична република Конго, Република Конго. Обитава главно влажните екваториални гори, но се среща и в урбанизирани райони — Нигерия.

## Начин на живот
По принцип води дървесен начин на живот, но се чувства комфортно и на земята, и във водата. Основната и храна са малки бозайници, гущери, жаби, птици и техните яйца. Агресивна змия.